# Бех, Екатерина Борисовна
Екатерина Борисовна Бех (укр. Катерина Борисівна Бех; род. 19 августа 1998, Солнечный, Хабаровский край) — российская и украинская (в 2018—2022 годах) биатлонистка, призёр чемпионата Украины, двукратная чемпионка мира среди юниоров, чемпионка Европы среди юниоров.

## Биография
Родилась в посёлке Солнечный Хабаровского края. Будучи ребёнком переехала в Москву, где она училась в школе олимпийского резерва №43. Тренировалась у Николая Лопухова и Ильи Лопухова. Проживает в подмосковном городе Одинцово.
Чемпионка России 2016 года в спринте среди младших девушек. До 2018 года вызывалась в расширенный состав юниорской сборной России.
В составе сборной России участвовала в сезоне 2016/17 на юниорском Кубке IBU, выступила в двух гонках на этапах в Ленцерхайде и Хохфильцене, финишировав в спринтах 32-й и 65-й соответственно.
В августе 2018 года стало известно о переходе Бех в сборную Украины. Становилась чемпионкой Украины 2018 года в спринте среди юниорок в летнем биатлоне. Серебряный призёр взрослого чемпионата Украины (2018).
В составе юниорской сборной Украины в 2019 году стала двукратной чемпионкой мира среди юниоров в спринте и гонке преследования, благодаря чему заработала персональную квоту на дебютный для себя этап Кубка мира в Холменколлене. Выступила в своей первой гонке Екатерина неудачно, заняв 93-е место в спринте.
Сезон 2019/20 проводила на этапах взрослого и юниорского Кубков IBU, выше 11-го места в личных гонках не поднималась. В марте на чемпионате Европы среди юниоров 2020 года стала победительницей в спринте.
Перед сезоном 2020/21 попала в основной состав сборной Украины. Начинала соревновательный сезон на этапах Кубка мира в Контиолахти и Хохфильцене, но ни в одной из гонок не попала в топ-50. Затем участвовала на Кубке IBU, где на этапе в Арбере завоевала бронзу в короткой индивидуальной гонке. Следующий сезон вновь начинала на Кубке мира, однако результаты стали ещё хуже: на этапе в Эстерсунде она стала 107-й в индивидуальной гонке и 77-й — в спринте, а в Оберхофе была 85-й. 
После начала 24 февраля 2022 года боевых действий в Украине Бех вместе с другими натурализованными биатлонистками, Ольгой Абрамовой и Оксаной Москаленко, тайно вернулась в Россию, выехав со сборов Сянках (Львовская область) при содействии президента Федерации биатлона Украины Владимира Брынзака. В апреле все эти спортсменки были уволены из сборной Украины.
С августа 2022 года вернулась на внутрироссийские соревнования и стала представлять Московскую область. Первым стартом после возвращения стал летний этап Кубка Содружества в Раубичах, где лучшим результатом стало 7-е место в спринте. На Кубке России 2022/23 выступила только на первых двух этапах, высоких результатов там не показывала. Впоследствии завершила сезон досрочно из-за проблем с гайморовыми пазухами и травмы плеча.
1 ноября 2022 года получила вид на жительство в России, а в мае 2023 года была восстановлена в гражданстве РФ.
В декабре 2023 года стало известно, что Бех приостановила спортивную карьеру.

## Результаты

### Юниорские и молодёжные достижения
| Год  | Место проведения  | Возраст | Инд | Спр | Пр | Эст | См |
| ---- | ----------------- | ------- | --- | --- | -- | --- | -- |
| 2019 | ЧМ Брезно-Осрблье | U22     | 12  | 1   | 1  | 13  | —  |
| 2019 | ЧЕ Шушен          | U22     | 40  | 19  | 11 | —   | 5  |
| 2020 | ЧМ Ленцерхайде    | U22     | 12  | 16  | 11 | —   | —  |
| 2020 | ЧЕ Хохфильцен     | U22     | 21  | 1   | —  | —   | —  |

### Чемпионаты Европы
| Год  | Место проведения | Инд | Спр | Пр | СМ | ОСЭ |
| ---- | ---------------- | --- | --- | -- | -- | --- |
| 2021 | Душники-Здруй    | 9   | 29  | 9  | —  | —   |

## Личная жизнь
Отец Екатерины, Борис Бех, имеет украинские корни. 
До 2022 года состояла в отношениях с биатлонистом Каримом Халили.
В апреле 2024 года вышла замуж за лыжника Михаила Девятьярова (род. 1985), участника Олимпиады-2010 в Ванкувере. 6 декабря того же года у пары родился сын Луан.